# Хуан Карлос Валерон
Хуан Карлос Валерон Сантана (шп. Juan Carlos Valerón Santana; 17. јун 1975) бивши је шпански фудбалер и тренер.

## Каријера
Фудбалску каријеру је започео у клубу Лас Палмас са Канарских острва. Године 1994, Валерон се придружио сениорском тиму Лас Палмаса. Касније су га приметили фудбалски агенти најбољих шпанских клубова, укључујући и Реал Мадрид, међутим, пукнуће укрштених лигамената спречило га је да пређе у клуб из Мадрида. Био је редовни члан репрезентације Шпаније у млађим категоријама од 21 и 23 године. После проведене сезоне 1997/98. у Мајорци, добио је награду откриће године у Примери Дивисион, а затим је прешао у Атлетико Мадрид. Провео је две сезоне у клубу са стадиона Висенте Калдерон.
У новембру 1998. дебитовао је у сениорској репрезентацији Шпаније на мечу против Италије. Године 2000. отишао је у Депортиво ла Коруњу. Са овим клубом је освојио један шпански куп. Али захваљујући игрању за клуб из Галиције, постао је стандардни члан репрезентације. Играо је на Светском првенству 2002. године, где су елиминисани у четвртфиналу након контроверзног меча са Јужном Корејом — домаћинима турнира. Наступио је на још два Европска првенства 2000. и 2004.
Дана 7. маја 2016. објавио је званични крај фудбалске каријере. Након тога је почео да се бави послом фудбалског тренера.

## Статистика

### Репрезентација
Извор:
| Шпанија |         |        |
| Година  | Наступи | Голови |
| 1998    | 1       | 0      |
| 1999    | 6       | 0      |
| 2000    | 7       | 0      |
| 2001    | 4       | 0      |
| 2002    | 9       | 2      |
| 2003    | 10      | 1      |
| 2004    | 8       | 2      |
| 2005    | 1       | 0      |
| Укупно  | 46      | 5      |

### Голови за репрезентацију
| #  | Датум              | Место   | Противник | Гол | Резултат | Такмичење                                 |
| -- | ------------------ | ------- | --------- | --- | -------- | ----------------------------------------- |
| 1. | 2. јун 2002.       | Квангџу | Словенија | 2:0 | 3:1      | Светско првенство 2002.                   |
| 2. | 7. септембар 2002. | Атина   | Грчка     | 0:2 | 0:2      | Квалификације за Европско првенство 2004. |
| 3. | 11. октобар 2003.  | Јереван | Јерменија | 0:1 | 0:4      | Квалификације за Европско првенство 2004. |
| 4. | 5. јун 2004.       | Хетафе  | Андора    | 4:0 | 4:0      | Пријатељска утакмица                      |
| 5. | 12. јун 2004.      | Фаро    | Русија    | 1:0 | 1:0      | Европско првенство 2004.                  |

## Успеси

### Клуб
Депортиво
- Куп Краља: 2001/02.[5]
- Суперкуп Шпаније: 2002.
- Интертото куп: 2008.
- Друга лига Шпаније: 2011/12.

### Репрезентација
Шпанија до 21
- Европско првенство до 21 године: 1998.[6]

### Индивидуалне награде
- ЛФП награда за фер плеј: 2008/09.[7]
- Диарио АС фер плеј: 2015.[8]